# Pont des Chutes Narada
Le Narada Falls Bridge est un pont en arc américain dans le comté de Lewis, dans l'État de Washington. Ce pont routier construit à compter de 1927 permet le franchissement de la Paradise à hauteur des chutes Narada, au sein du parc national du mont Rainier. Il est inscrit au Registre national des lieux historiques depuis le 13 mars 1991 et contribue par ailleurs au Mount Rainier National Historic Landmark District établi le 18 février 1997.